# 楽しい夏休み
『楽しい夏休み』（たのしいなつやすみ）は、1985年6月25日 に発売されたC-C-Bのコンセプトアルバム(サマー・コレクション)である。

## 解説
- ココナッツボーイズ時代に発売したアルバム『Mild Weekend』、『Boy's Life』から夏休みを意識して選曲・構成された作品。CDとカセットテープでの発売であった。

- ジャケットは関口誠人が描いたメンバーのイラストが採用された。

- 基本的にはアルバム・バージョンでの収録であるが、「夢のスーパー・ボード」などの一部の曲にSEが足されている。

## 収録曲
| #   | タイトル                       | 作詞         | 作曲           | 編曲                             |
| --- | ------------------------------ | ------------ | -------------- | -------------------------------- |
| 1.  | 「夢のスーパー・ボード」       | 入江真規     | 萩原健太       | Coconut Boys、萩原健太           |
| 2.  | 「雨の金曜日」                 | 関口誠人     | 関口誠人       | Coconut Boys、佐藤寛             |
| 3.  | 「サマー・ガール」             | 佐々木ひろと | かまやつひろし | Coconut Boys、佐孝康夫           |
| 4.  | 「 CANDY」                     | 児島由美     | 萩原健太       | Coconut Boys、萩原健太、佐孝康夫 |
| 5.  | 「バイ・バイ・ムーン」         | 児島由美     | 萩原健太       | Coconut Boys、萩原健太、佐孝康夫 |
| 6.  | 「瞳少女」                     | 秋元康       | 芹澤廣明       | Coconut Boys、松井忠重           |
| 7.  | 「破れたダイアリー」           | 関口誠人     | 関口誠人       | Coconut Boys                     |
| 8.  | 「ラ・ラ・ラ・サマー・ビーチ」 | 渡辺英樹     | 渡辺英樹       | CoConut Boys                     |
| 9.  | 「恋のリメンバー」             | 秋元康       | 萩原健太       | Coconut Boys、萩原健太           |
| 10. | 「そして9月」                  | 秋元康       | かまやつひろし | Coconut Boys                     |

- カセットテープ盤では1〜5がA面、6〜10がB面